# OVA

Original video animation

Original video animation (オリジナル・ビデオ・アニメーション Orijinaru bideo animēshon), hay còn được gọi là OVA (オーブイエー / オーヴィーエー / オヴァ ōbuiē, ōvīē hay ova) (và đôi khi được gọi là OAV, là phim hoạt hình gốc theo người nói Tiếng Anh, dù nó bị nhầm lẫn với phim người lớn ("Original Adult Video"), là phim hoạt hình và loạt phim được làm đặc biệt để phát hành với định dạng home video. Thuật ngữ này bắt nguồn từ phim hoạt hình (anime) Nhật Bản. Hầu như các nhà sản xuất OVA phát hành chúng do phim không được chiếu trên truyền hình hoặc trên rạp hoặc nhằm mục đích khác ví dụ như phần đầu phim OVA là dùng để giới thiệu hoặc quảng cáo. Những phim OVA ban đầu có sẵn trên VHS, sau này mở rộng phổ biến trên đĩa lade và DVD. Bắt đầu từ mùa hè 2008 OAD (original animation DVD, DVD hoạt hình gốc) bắt đầu phát hành DVD chung với tài liệu sách.

## Định dạng
Cũng giống như anime được chiếu trên truyền hình, Mỗi OVA chia ra thành từng tập nhỏ. OVA (băng, đĩa lade, hoặc DVD) thường chỉ chứa duy nhất một tập. Độ dài mỗi phim OVA rất đa dạng: mỗi tập có thể chạy từ vài phút cho đến vài giờ hoặc nhiều hơn thế. Độ dài mỗi tập khá phổ biến là 30 phút nhưng không có độ dài chính xác tuyệt đối. Trong vài trường hợp, độ dài mỗi một tập trong một bộ phim OVA có thể có sự khác biệt lớn, ví dụ như trong phim GaoGaiGar FINAL, 7 tập đầu độ dài mỗi tập là 30 phút, còn những tập cuối độ dài kéo dài khoảng 50; OVA Key the Metal Idol gồm 15 tập riêng lẻ, độ dài chạy từ 20 phút đến gần 50 phút cho mỗi tập; tính đến  năm  2012 OVA Hellsing đã phát hành 10 tập chạy từ 42 phút đến 56 phút. Một OVA có thể chạy bất cứ chỗ nào từ tập đơn (thường là với một bộ movie direct-to-video) tới nhiều tập phim xét về độ dài. Phim OVA Legend of the Galactic Heroes gồm 110 tập chính và 52 tập gaiden có lẽ là OVA dài nhất từng có.
Nhiều phim hoạt hình nổi tiếng xuất hiện lần đầu tiên dưới dạng OVA, và sau đó phát triển thành movie hay phim truyền hình. Ví dụ như Tenchi Muyo! ban đầu là OVA nhưng sau đó phát triển thành loạt phim truyền hình, ba movie, và nhiều thứ khác nữa. Những nhà sản xuất phát hành những OVA như phần tiếp theo phim, ngoại truyện, bộ sưu tập nhạc phim (music-video collections), hoặc để kiếm thêm doanh thu để tiếp tục tồn tại như phim hoặc phim truyền hình, chẳng hạn như Love Hina Again và Wolf's Rain.
Phim OVA thường có doanh thu cao hơn phim truyền hình cho mỗi tập; Do vậy chất lượng kỹ xảo của hoạt hình có thể thường vượt trội hơn phim truyền hình; Nhưng đôi khi cũng ngang bằng nhau.
Phim OVA nổi tiếng về cốt truyện chi tiết và phát triển nhân vật, có thể đến từ sự tự do sáng tạo lớn hơn được đưa đến các tác giả và đạo diễn so với các định dạng khác. Điều này cũng cho phép các phiên bản hoạt hình chuyển thể từ manga phản ánh tài liệu gốc một cách trung thực hơn. Bởi vì các tập phim và các sê-ri OVA thường không có độ dài cố định, các đạo diễn phim OVA có thể sử dụng khoảng thời gian tùy thích để kể về câu chuyện. Thời gian có sẵn để mở rộng các bối cảnh, nhân vật và phát triển cốt truyện. Điều này đi ngược với các tập phim truyền hình (bắt buộc phải khởi đầu và kết thúc từ 22 đến 26 phút) và với các phim lẻ (hiếm khi kéo dài hơn 2 tiếng). Không có áp lực nào để sản xuất những "nội dung phụ" để mở rộng một cốt truyện ngắn vào một sê-ri phim truyền hình đầy đủ cũng với cách này. Các nhà sản xuất OVA thường tập trung vào tầng lớp khán giả cụ thể hơn là tầng lớp khán giả rộng lớn của các sê-ri phim truyền hình và các bộ phim lẻ, hoặc có thể cảm thấy ít bị ràng buộc hơn về giới hạn và kiểm duyệt nội dung (chẳng hạn như bạo lực, khỏa thân hay ngôn từ mạnh) thường bị đặt cho các sê-ri truyền hình. Ví dụ như phim OVA Kissxsis thường bao gồm nhiều nội dung nhạy cảm hơn phiên bản truyền hình.
Nhiều sản phẩm OVA hướng tới tầng lớp khán giả là nam giới say mê anime. Bandai Visual tuyên bố trong một cuộc họp báo năm 2004 (về những phim OVA mới của họ hướng tới phụ nữ) rằng khoảng 50% khách hàng đã mua các bộ DVD anime của họ trong quá khứ thường rơi vào những người đàn ông từ 25 đến 40 tuổi, với chỉ có 13% người mua là phụ nữ, kể cả khi bao gồm mọi độ tuổi. Những số liệu này bao gồm cả những DVD anime của Bandai Visual, không chỉ là phim OVA, nhưng chúng thể hiện được xu hướng chung ở thời điểm này. Nikkei Business Publications cũng công bố ở họp báo rằng những người mua DVD anime chủ yếu là người lớn từ 25 đến 40 tuổi. Rất ít các phim OVA hướng tới khán giả là nữ, nhưng Earthian đã minh họa cho những ngoại lệ.
Một số phim OVA dự trên các sê-ri truyền hình (đặc biệt là nững phim dựa trên manga) có thể cung cấp sự kết thúc tới cốt truyện - kết thúc không xuất hiện ở sê-ri gốc. Có thể kể đến OVA Rurouni Kenshin, đã minh họa rất nhiều khía cạnh của một bộ phim OVA; chúng được dựa trên một phần những chương trong bộ manga của tác giả Nobuhiro Watsuki không được chuyển thể sang bản truyền hình, có chất lượng hoạt họa cao hơn, bạo lực hơn và được thể hiện theo cách tối tăm và thực tế hơn nhiều so những tập truyền hình hoặc manga.
Thực tại đen tối đã xuất hiện trong bộ manga Saint Seiya nổi tiếng của Kurumada Masami. Bộ anime chuyển thể 2 trong 3 hồi trong manga của Kurumada Masami -dự án hoàn thành hồi thứ ba cho anime không được bắt đầu. Khi Kurumada hoàn thành bộ manga vào năm 1991, hồi thứ ba cuối cùng cũng được chuyển thể sang anime, bắt đầu năm 2003 và kết thúc năm 2008, sau cùng đã chuyển thể được hoàn toàn manga của Kurumada Masami sang anime.
Phần lớn các tựa OVA thường rơi vào 4 hay 8 tập, một số tựa chỉ có 1 tập. Chúng thường có cốt truyện phức tạp và có tính liên tục, được thưởng thức tốt nhất khi xem theo thứ tự. Điều này tương phản với các sê-ri truyền hình, nhìn chung thường có những "câu chuyện nhỏ" có sự liên quan theo một cách nào đó thay vì một cốt truyện đồng nhất. Rất nhiều tựa phim OVA có thể được nghĩ như là những "bộ phim dài" được ra mắt theo từng phần. Lịch trình ra mắt cũng biến đổi: một số sê-ri thường chỉ ra mắt từ 1-2 tập một năm. Một số tựa OVA với lịch trình ra mắt dài không được hoàn thành do sự thiếu thốn về doanh thu và hỗ trợ của người hâm mộ.
Cũng có sự tồn tại của nhiều bộ OVA 1 tập. Thông thường thì một bộ OVA như vậy cung cấp một cốt truyện bên lề (chẳng hạn như OVA của Detective Conan). Ở trong giai đoạn ban đầu của lịch sử OVA (những năm 1980) rất nhiều bộ OVA 1 tập đã xuất hiện. Hàng trăm bộ manga nổi tiếng nhưng không đủ để ra mắt loạt phim truyền hình cũng được cho phép những bộ phim OVA dạng one-shot (nếu không thì sẽ quá ngắn). Khi những bộ OVA dạng one-shot này chứng minh có đủ độ phổ biến, một mạng lưới có thể sử dụng các bộ OVA này như là mở đầu cho sê-ri anime mới.

## Lịch sử
OVA bắt nguồn từ đầu những năm 1980. Khi băng VCR trở thành vật cố định phổ biến trong các gia đình Nhật Bản, nền công nghiệp anime Nhật Bản phát triển với tỉ lệ rất lớn. Nhu cầu về anime tăng cao đến mức người tiêu dùng sẵn sàng ra trực tiếp cửa hàng phim để mua phim hoạt hình mới ngay. Trong khi những người ở Hoa Kỳ sử dụng cụm thành ngữ "direct-to-video" như lời miệt thị những bộ phim không thể đưa lên màn hình TV hoặc rạp phim, ở Nhật Bản nhu cầu lại cao đến mức mà direct-to-video trở thành thiết yếu. Rất nhiều các sê-ri phổ biến và có sức ảnh hưởng như Bubblegum Crisis (1987-1991) và Tenchi Muyo! (1992-2005) đã được ra mắt trực tiếp theo video dưới dạng OVA.
Nỗ lực ra mắt OVA sớm nhất được biết tới bao gồm The Green Cat của Osamu Tezuka (một phần của sê-ri Lion Books) vào năm 1983, mặc dù nó không được tính là OVA đầu tiên: không có bằng chứng cho thấy băng VHS có sẵn và sê-ri vẫn không được hoàn thành. Vậy nên việc ra mắt OVA chính thức đầu tiên là Dallos vào năm 1983, đạo diễn bởi Mamoru Oshii và được ra mắt bởi Bandai. Những bộ OVA giai đoạn đầu nổi tiếng khác, được ra mắt trong khoảng thời gian ngắn sau đó là Fight! Iczer One và bản gốc của Megazone 23. Các công ty khác nhanh chóng lấy ý tưởng này, và khoảng nửa cuối những năm 1980 chứng kiến thị trường được bao trùm bởi OVA. Trong khoảng thời gian này, phần lớn các bộ OVA là những tựa OVA mới, có tính độc lập.
Trong suốt thời kì bong bong kinh tế Nhật Bản vào những năm 1980, các công ty sản xuất luôn sẵn sàng quyết định đồng thời việc làm một bộ OVA một hoặc hai phần. Họ trả tiền cho những xưởng anime, những người sau đó sáng tạo bừa bãi các bộ OVA được ra mắt ở những cửa hàng cho thuê. Xét về doanh thu, để một bộ OVA dài hơn được xem là khả thi, các mạng lưới TV trả tiền cho hầu hết các chi phí sản xuất.
Khi nền kinh tế Nhật Bản đi xuống vào những năm 1990, cơn bão của những tựa OVA mới giảm dần tới mức nhỏ giọt. Việc sản xuất của các bộ OVA tiếp tục nhưng ở con số nhỏ hơn. Nhiều sê-ri anime truyền hình chỉ chạy tiết kiệm 13 tập thay vì 26 tập mỗi mùa theo truyền thống. Các tựa phim mới thường được thiết kế để ra mắt trên TV nếu chúng tiếp cận độ dài này. Thêm vào đó, sự phổ biến tăng cao của mạng lưới TV cáp và vệ tinh (với luật lệ kiểm duyệt thường ít hà khắc hơn) cho phép công chúng xem những bản trình chiếu trực tiếp từ rất nhiều tựa phim mới - một điều bất khả thi trước đó. Vì vậy, rất nhiều sê-ri truyền hình mang tính bạo lực,  xúc phạm và fan service trở thành những bộ phim thường nhật, trong khi trước đây những tựa phim này là những tựa OVA. Trong giai đoạn này hầu hết các nội dung OVA bị giới hạn vì thế, liên quan tới những bộ phim đang tồn tại và đã được ra mắt.
Tuy vậy, từ năm 2000 và sau đó, một xu hướng OVA mới hình thành. Các nhà sản xuất ra mắt nhiều sê-ri truyền hình nhưng không trình chiếu tất cả các tập phim - nhưng lại ra mắt một số tập trong bản DVD của phim. Những ví dụ cho điều này bao gồm tập 25 chỉ có ở DVD của Love Hina, trong khi nhiều tập của phim truyền hình Oh My Goddess cũng chỉ có trong bản DVD. Ngoài ra, tập cuối cùng của Excel Saga cũng chỉ được cho là một tập OVA, chủ yếu vì vấn đề về nội dung khiến cho không thể trình chiếu trên TV. Trong những trường hợp này cả sê-ri phim không được gọi là OVA, mặc dù những tập phim nhất định lại là như vậy. Xu hướng này đang trở nên khá phổ biến; hơn nữa, nhiều sê-ri OVA trình chiếu trước các tập và ra mắt DVD với chất lượng tốt hơn và chưa qua chỉnh sửa, kèm theo đó là bản hoạt hình thử phim - càng làm mờ nhạt hơn ranh giới giữa TV và phim hoạt hình.

## Tổng quan
- Direct-to-video
- Original net animation
- V-Cinema